# 清・ネパール戦争
清・ネパール戦争（しん・ネパールせんそう、英語：Sino-Nepalese War, 中国語：廓爾喀之役、ネパール語：नेपाल-चीन युध्द）は、中国の清朝とネパール王国（ゴルカ朝）との間に起った戦争。しばしばグルカ戦争、ネパール・チベット戦争とも呼ばれることがあるが、これらに関してはそれぞれの記事を参照。
この戦争はネパールがチベットに侵攻したことを契機に、その宗主国である清がチベットを援護する形でネパールと交戦したものである。戦争の結果、ネパールは清に敗北を認め、その朝貢国となった。

## 戦争に至るまで

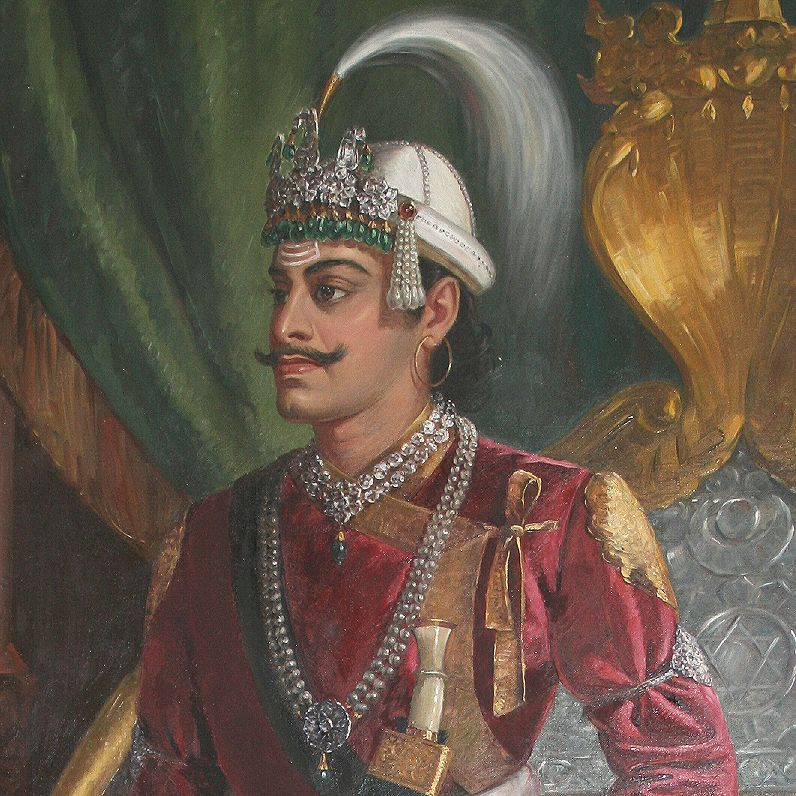
プラタープ・シンハ・シャハ

1740年以降、ゴルカ王プリトビ・ナラヤン・シャハはマッラ朝の支配するカトマンズ盆地の支配に取り掛かり、1768年にネパール王国を打ち立てた。この間、ネパールとチベットとの交易は遮断され、ブータンの通路がネパールの通路に取って代わっていた。
1775年、プリトビ・ナラヤンの息子プラタープ・シンハ・シャハの治世、ネパールはチベットと交易協定を締結した。その協定では両国の銀貨の純度は同等であることや、ケルン、クティ以外のルートに金銀を運ばないことが定められた。
だが、チベット側は粗悪なマッラ銀貨の使用に固執し続け、ネパールは自国のゴルカ銀貨との交換を主張し続けた。そのうえ、ケルン、クティではネパールが高率の関税を徴収したため、チベットはシッキム経由の新しい交易ルートを開拓していた。ネパール側はこれらを協定違反としチベット側に抗議したが、チベット側は応じず、結果的に両国の関係は悪化の一途をたどった。
また、ネパールの交渉相手であったチベット政府のタシ・ラマが没し、2人の息子の間で相続問題が生じ、兄が弟のシャルマパ・ラマへの遺産分割を拒否した。そのため、シャルマパ・ラマはネパールへと逃げ、チベット側はその引き渡しを要求したが、ネパールは引き渡しを拒否した。これにより、両国の関係は急速に悪化し、ついにチベットはネパールと断交した。

## 戦争

### 第一次戦役

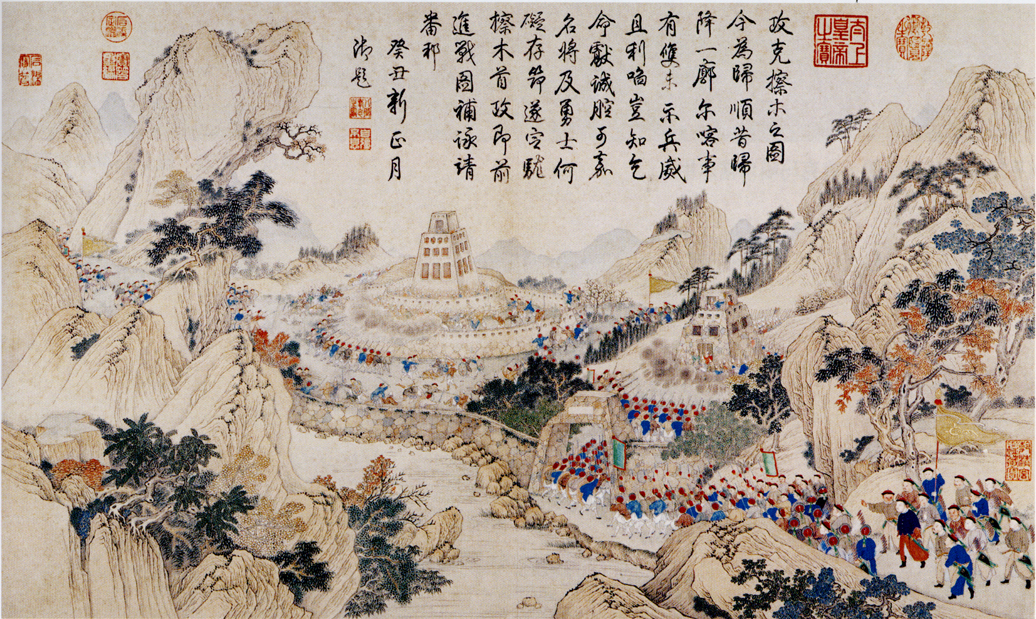
Camuの占領

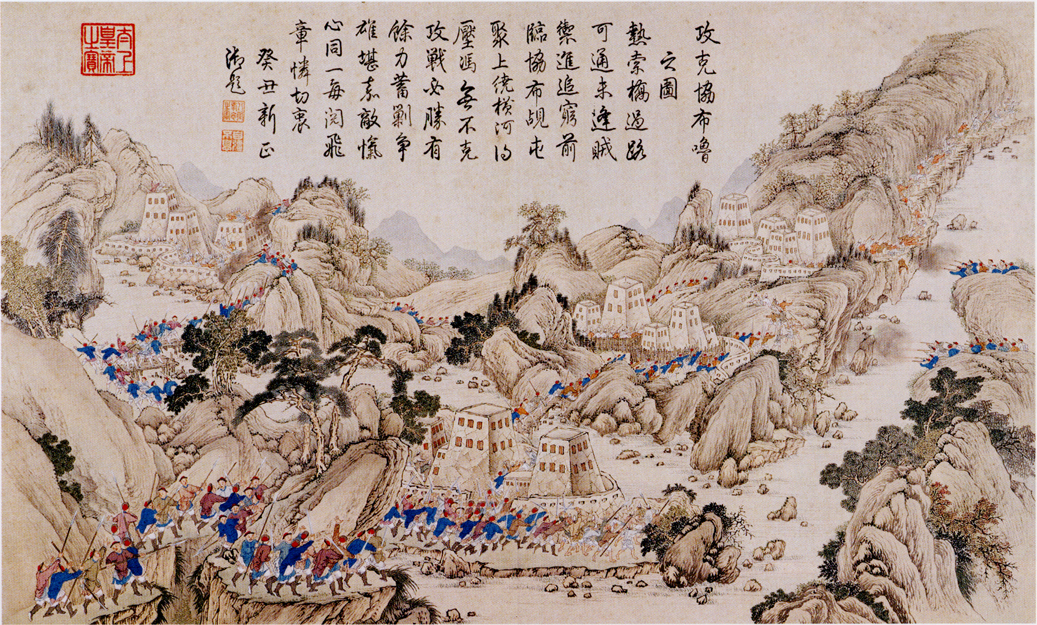
Xiebuluの占領

1788年夏、ネパールは上記のチベットの協定違反を理由として、執政のダモダル・パンデ、バム・シャハを指揮官にケルンとクティを攻撃・占領し、要衝のゾンガ、シカールゾンを制圧した。また、国境近くのキロン、ニャラム、ツォンカの砦、シカツェ沿いの家々も占拠した。
チベットの宗主国である清は状況の把握、および収拾のために御前侍衛大臣のバジュン（巴忠）を派遣した。その結果、翌1789年7月にバジュンの仲介でネパールとチベットは講和し、ケルン協定が締結された。
協定はネパールに有利であった。チベット側がネパール側に毎年5万1ルピーをネパールに支払うことが定められたほか（資料によれば年間11トン以上の銀）、ネパールはチベットの貨幣を鋳造し、占領した国境の商業都市をチベットに返還することが定められた。これにより、ネパールはチベットから撤退した。
だが、この協定はチベット側の人々全員がよしとしたわけではなく、ネパール有利であったために、批判も多かった。協議の責任者であるアムバン（駐蔵大臣）は北京に帰ったのちに自殺した。

### 第二次戦役
1791年秋、ネパールはチベットが2年目から協定を守らなかったことを理由として、チベットに侵攻し、再び戦争が勃発した。
ネパールの兵1万5000がチベットに侵入し、チベット軍がラサへの道に配置されるまで、ダライ・ラマ8世は北方に避難するように勧めることが考えられた。また、ネパールに侵攻されたチベットは、ケルン協定が清の皇帝の公式許可を受けていなかったことを見て協定の無効を唱え、清に援軍を要請した。
ネパール軍はタシルンポ寺院の財宝を大量に略奪したが、それはタシルンポの富をちらつかせたシャマルパ・ラマの手先に案内されたものであった。タシルンポ寺院が掠奪される前、寺院の会計係は容易に運べるものは運び出していた。カトマンズに送られた財宝は夥しく、その後数年は軍の兵士への給料は金で支払われたという。
1792年、清の乾隆帝は福康安指揮下の軍勢7,000、海蘭察指揮下の軍勢8,000から成る四川軍1万5千をラサに派遣し、ネパールの領土に攻め入った。そのため、ネパールの摂政バハドゥル・シャハは極西にいた将軍アマル・シンハ・タパを戦闘中のガルワール王国と講和するように命じ、呼び戻させた。
また、ネパールはイギリス東インド会社のベンガル総督チャールズ・コーンウォリスにも援軍を求めた。イギリスはネパールに清国の影響が及ぶのを恐れ、代表団の派遣を決定した。
清国の大軍はネパール軍を圧倒していき、ヌワコートにまで兵を進めた。清軍とネパール軍は首都カトマンズから2、3日の距離にあるダイブンで衝突し、双方に大損害が出た。
戦況は清朝有利に進んだものの、多大な損失を出したことと兵の疲弊、敵地における冬季の孤立、加えてイギリスの介入を清朝は恐れた。他方、ネパールも清軍が首都を脅かす状態を恐れていた。

## 講和とその後

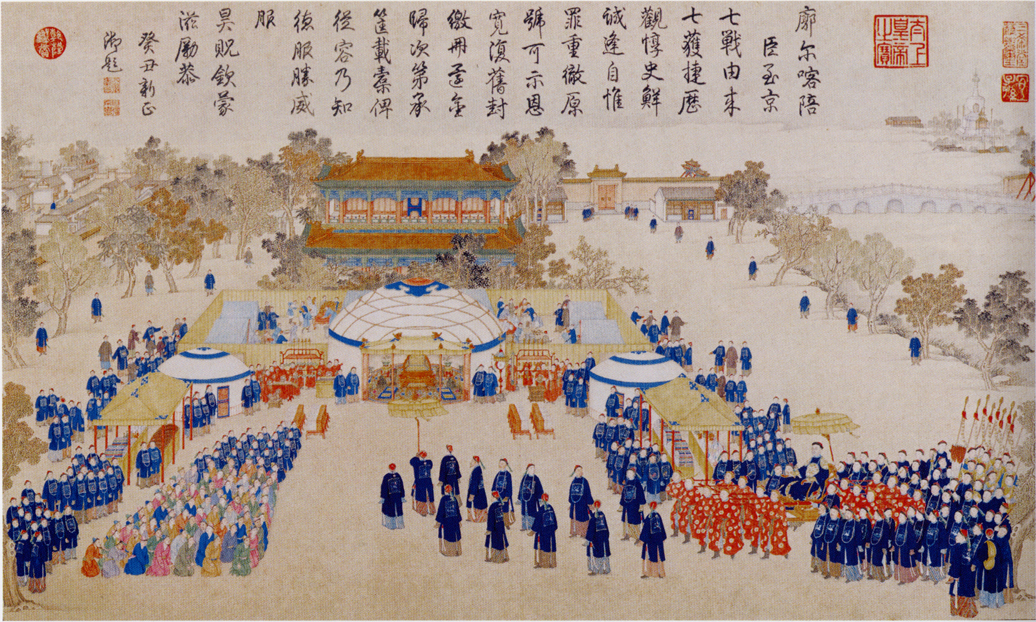
双方の講和

1792年10月2日、清朝とネパールとの間に講和条約が締結された。条約は概ねネパールで有利あり、摂政バハドゥル・シャハの外交手腕が発揮されていた。条約の内容は以下の通り。
- ネパールとチベットの両国は友好を保ち、清国に敬意を払うこと（つまり宗主国として認める）。
- 外国勢力がネパールを攻撃した際、清国は必ずネパールを支援すること。
- ネパール、チベットは清国に対して5年ごとに自国生産物を贈り（五年一貢）、その返礼として清国も友好的贈物をなし、代表団が北京を往来する際の便宜を図ること。
- 清国はネパール王ラナ・バハドゥル・シャハに「王」の爵位を授けること。
- ラサでチベット人による略奪があった場合、清国がネパール側の損害を調査したうえでチベットが弁償すること。
- 武装した兵士を除き、ネパール市民にはチベット、清国への旅行、工場の開設、交易の許可が与えられること。
- ネパール・チベット両国間で他者の土地を領有する目的で紛争が生じた場合、両国の代表が北京の王宮に赴き、最終決定を受けること。

これにより、ネパールは冊封体制に加えられ、事実上の朝貢国となった。また、ネパールと中国の通商関係も構築され、チベットを経由して中国に赴くキャラバン隊は多くの商人と商品をもたらし、それは1908年まで続いた。他方、この戦争を通して清のチベットへの影響が強まった。清朝はチベットの様々な分野の政治改革を行わせ、それとともにダライ・ラマの選定に「金瓶掣籤」という選定法を導入した。
講和が意外と早期に成立したので、ガルワールから戻ったネパールの軍勢は参戦できなかった。また、イギリスが派遣したカークパトリック少佐の率いる代表団は、翌1793年になってカトマンズに到着し、介入の機会を逸した。
その後、イギリスとネパールの直接対決はおよそ20年先、グルカ戦争においてである。